# اوتو والبورگ
اوتو والبورگ (آلمانی: Otto Wallburg; ۲۱ فوریهٔ ۱۸۸۹ – ۲۹ اکتبر ۱۹۴۴) بازیگر اهل امپراتوری آلمان بود.
از فیلم‌ها یا برنامه‌های تلویزیونی که وی در آن نقش داشته‌است می‌توان به تئاتر اشاره کرد.